# Ridley Scott
Pour les articles homonymes, voir Scott.
Ridley Scott (prononcé : /ˈɹɪdli skɒt/, né le 30 novembre 1937 à South Shields, Angleterre (Royaume-Uni) est un réalisateur, scénariste et producteur britannique.
Après une première carrière remarquée dans la publicité, pour laquelle il tourne notamment pour la société Apple le court-métrage 1984, c'est en atteignant la quarantaine qu'il se tourne vers les longs-métrages. Il est révélé à la fin des années 1970 et durant les années 1980 par trois blockbusters : Alien, le huitième passager (1979), Blade Runner (1982) et Legend (1985). Durant les années 1990, ses films connaissent moins de succès ; se détachent néanmoins Thelma et Louise (1991) et 1492 : Christophe Colomb (1992).
Mais au début des années 2000, il fait un retour au premier plan remarqué en relançant le genre du péplum avec Gladiator (2000). Il enchaîne ensuite avec des grosses productions : Hannibal (2001), La Chute du faucon noir (2002), Kingdom of Heaven (2005), alternant également avec des films plus modestes : Les Associés (2003) et Une grande année (2006). Il conclut cette décennie en menant trois gros projets avec l'acteur Russell Crowe : American Gangster (2007), Mensonges d'État (2008) et Robin des Bois (2010) qui déçoivent commercialement.
Durant les années 2010, il revient avec succès à la science-fiction : Prometheus (2012), Alien: Covenant (2017) et Seul sur Mars (2015). Dans les années 2020, il réalise les films Le Dernier Duel (2021), House of Gucci (2021), Napoléon (2023) et Gladiator 2 (2024).
Il a été nommé à trois reprises pour l'Oscar du meilleur réalisateur, ainsi qu'aux Golden Globes et BAFTA Awards. En 2003, il est nommé chevalier par la reine Élisabeth II pour services rendus aux arts britanniques. Il reçoit également en 2015, un doctorat honorifique par le Royal College of Art de Londres.
Il est le frère aîné du réalisateur Tony Scott (1944-2012) avec qui il a fondé la société Scott Free Productions en 1995, et le père des réalisateurs Luke, Jake et Jordan Scott (également romancière).

## Biographie

### Jeunesse
Ridley Scott naît le 30 novembre 1937 à South Shields dans le Tyne and Wear.

### Formation et débuts dans la publicité
Passionné de dessin, Ridley Scott étudie entre 1954 et 1958 au West Hartlepool College of Arts où il est diplômé en design. Puis il entre au Royal College of Art à Londres. Il réalise sa première œuvre cinématographique sous la forme du court métrage Boy and Bicycle. Après un bref séjour aux États-Unis, il est engagé par la BBC où il exerce les fonctions de chef-opérateur, de chef-décorateur puis de réalisateur. Il met alors en images quelques épisodes de séries britanniques populaires comme The Informer et Z-Car.
Ridley Scott quitte la BBC en 1968 et fonde la maison de production Ridley Scott Associates, en partenariat avec Sir Alan Parker, Hugh Hudson, Hugh Johnson, pour laquelle son frère, Tony Scott, réalise plusieurs publicités télévisées.
Il fait ses armes sur des publicités pour la télévision britannique dans les années 1970 — notamment la campagne de 1974 pour Hovis, Bike Round for Hovis (avec, comme musique, la symphonie no 9 d'Antonín Dvořák), qui a été tournée à Shaftesbury, dans le Dorset. Ridley Scott continue à réaliser des films publicitaires tout au long de sa carrière.

### Révélation en tant que cinéaste (années 1970-1980)

#### Les Duellistes
En 1977, à l'âge de 40 ans, Ridley Scott réalise Les Duellistes, qui obtient le prix de la meilleure première œuvre au festival de Cannes. Produit en Europe, son succès commercial est limité aux États-Unis. Situé pendant la période des guerres napoléoniennes, il met en scène deux hussards, officiers de cavalerie français, Armand d'Hubert et Gabriel Féraud (joués respectivement par Keith Carradine et Harvey Keitel). Leur brouille, causée par un incident très mineur, se transforme en une querelle amère et prolongée qui s'étend sur les quinze années suivantes ; les guerres napoléoniennes restant toujours en toile de fond. Tiré d'une nouvelle de Joseph Conrad, Le duel, ce film a été remarqué pour la qualité de ses reconstitutions historiques : notamment pour les uniformes de l'armée napoléonienne et pour les manœuvres militaires à la manière de l'époque et, enfin, pour l'utilisation de techniques usitées au début du XIXe siècle et recréées par l'artificier William Hobbs.

#### Alien
La déception de Ridley Scott face à l'accueil mitigé fait aux Duellistes est alors amplifiée devant le succès que connaissait alors Alan Parker avec ses films (Scott a reconnu qu'il fut alors « malade pendant une semaine » de jalousie). Ridley Scott avait d'abord pensé à s'attaquer à une adaptation de l'opéra Tristan und Isolde, mais après avoir vu le premier épisode de Star Wars, il fut convaincu du réel potentiel que pouvaient avoir les films réalisés avec des effets spéciaux. Il accepta donc de réaliser Alien (1979), ce film entre l'horreur et la science-fiction proposé par la 20th Century Fox. Alien doit beaucoup au talent de Scott pour tout ce qui tient de la grande qualité de ses décors et des effets visuels si particuliers. De plus, l'accentuation faite sur le réalisme de l'histoire donne au film un caractère intemporel. Le film est un grand succès et obtient l'Oscar des meilleurs effets visuels en 1979.

#### Blade Runner
Après une année passée à travailler sur une adaptation du roman Dune de Frank Herbert, et après la disparition soudaine de son frère Franck, Ridley Scott signe pour réaliser l'adaptation au cinéma d'un roman de Philip K. Dick, intitulé Do Androids Dream of Electric Sheep?. Le rôle principal est donné à Harrison Ford et la musique, composée par Vangelis, est une réussite. Blade Runner sort sur les écrans en 1982 et en est retiré très vite. La grande critique du New Yorker Pauline Kael y consacre quatre pages très négatives, que Scott fera plus tard encadrer et afficher dans son bureau.
Cependant, il atteint le statut de « film culte » lorsqu'il passe à la télévision et est mis en vente en vidéo. Les notes de Scott sont alors réutilisées par Warner Bros. pour ressortir en 1991 une nouvelle version qui supprime les voix off et modifie la fin. Scott supervise personnellement la restauration numérique de Blade Runner et donne son approbation pour le montage final, qui sort sur les écrans de Los Angeles, New York et Toronto le 5 octobre 2007. Cette version est ensuite distribuée en DVD en décembre 2008, dès que furent résolues certaines questions de droits entre la Warner Bros. et les garants du film. Aujourd'hui, Blade Runner est souvent classé par les critiques comme l'un des plus importants films de science-fiction du XXe siècle et on le considère généralement, avec le Neuromancer, roman de William Gibson, comme à l'origine du genre cyberpunk. Scott considère Blade Runner comme son « film le plus complet et le plus personnel ».

#### 1984, une publicité pour le Macintosh d'Apple
En 1984, Ridley Scott réalise pour Apple le film publicitaire 1984, écrit par Steve Hayden et Lee Clow de l'agence Chiat\Day et produit par Fairbanks Films (New York). Les acteurs sont Anya Major, pour l'héroïne anonyme, et David Graham dans le rôle de Big Brother,. Cette publicité de 60 secondes n'apparaît qu'une seule fois sur les écrans américains, le 22 janvier 1984, pendant le troisième quart-temps du 18e Super Bowl. Elle fait la toute première présentation de l'ordinateur Macintosh et est considérée aujourd'hui comme « la marque d'un tournant » et un « chef-d'œuvre ».
Les images font référence à 1984, le roman de George Orwell où, dans un futur imaginaire, le monde est gouverné par une entité nommée « Big Brother ». L'héroïne, vêtue d'un T-shirt portant le logo Macintosh, fait voler en éclats un écran géant où s'exprime Big Brother devant une foule muette et sauve l'humanité de la « conformité ».

#### Legend
En 1985, Ridley Scott réalise Legend, un film fantastique, produit par Arnon Milchan. N'ayant encore jamais abordé le genre féerique, Scott décide de faire un film façon « Il était une fois », et qui parle de merveilleux, de princesses et de gobelins. Scott choisit Tom Cruise pour jouer le héros du film, Jack, Mia Sara pour la Princesse Lily, et Tim Curry pour interpréter le diabolique Seigneur des Ténèbres. Une série de problèmes liés à des éléments aussi essentiels que la photographie et la post-production, notamment un remaniement au montage et le remplacement de la musique originale de Jerry Goldsmith, complique la sortie du film et vaut à Legend des critiques acerbes. Celui-ci est ensuite devenu un film culte grâce à la sortie en DVD de sa version originale, telle que la voulait Ridley Scott.

### Diversification et passage à la production (années 1990)

#### TraquéeetBlack Rain
Désireux de renouer avec un réel succès en salles, et aussi de gagner le respect de la presse qui le considère alors comme un faiseur de films commerciaux à effets visuels fantastiques mais sans épaisseur, Ridley Scott décide de remettre à plus tard la suite de ses incursions dans le genre fantastique et de science-fiction. Il veut alors éviter d'être étiqueté, en se concentrant sur des histoires plus réalistes et matures.
Il tourne ainsi Traquée (1987), un film à mi-chemin entre le policier et la romance dans lequel jouent Tom Berenger, Lorraine Bracco et Mimi Rogers. Puis Black Rain (1989), un film de flics, incarnés par Michael Douglas et Andy Garcia, et dont une partie du tournage se déroule à Tokyo et à Osaka, au Japon. À nouveau, ces deux films n'ont qu'un succès mitigé au cinéma.
Cependant Ridley Scott est à nouveau reconnu pour ses effets visuels particuliers, mais est encore critiqué pour ses films ressemblant à des versions longues de publicités télévisées[réf. nécessaire].

#### Thelma et Louiseet1492
En 1991, Ridley Scott renoue avec le succès grâce à Thelma et Louise avec Geena Davis et Susan Sarandon dans les rôles respectifs de Thelma et de Louise. Toutes les deux connaissent une période de découverte personnelle, d'amitié, et d'amour, alors qu'elles commettent un meurtre et sont obligées de fuir à travers les paysages américains. Ce crime crée un lien entre les deux personnages. Harvey Keitel joue le rôle d'un sympathique détective qui essaie de résoudre l'affaire. Brad Pitt, dans un tout petit rôle, se fait remarquer par la profession. Ce film ravive la réputation de Scott comme auteur de films.
Il supervise ensuite la fabrication d'un film indépendant sur l'histoire de Christophe Colomb : doté d'un budget de moins de 50 millions de dollars, 1492 : Christophe Colomb est une coproduction internationale menée par l'acteur français Gérard Depardieu dans le rôle-titre. Considéré comme sa réalisation la plus paresseuse, le film est un échec et éloigne Scott des plateaux de tournage pendant quatre ans.
En 1995, associé à son frère Tony, Ridley monte la société de production Scott Free Productions pour financer des projets télévisuels et cinématographiques, à Los Angeles. À partir de cette époque, tous ses films de genre, à commencer par Lame de fond et À armes égales (avec Demi Moore et Viggo Mortensen), sont produits sous le sigle de Scott Free. La même année, les deux frères ont aussi investi des intérêts dans les Studios de Shepperton, qui deviennent plus tard les Pinewood Studios.

### Collaborations avec Russell Crowe et nouveaux succès (années 2000)

#### Gladiatoret retour au premier plan
En 2000, Ridley Scott rencontre son énorme succès et fait renaître par la même occasion un genre considéré alors comme moribond : le péplum. Gladiator offre à son interprète principal, Russell Crowe, une renommée internationale et l'Oscar du meilleur acteur pour lequel il rend hommage à Ridley Scott dans son discours de remerciement.
Après cela, il se consacre à Hannibal, la suite du célèbre Le Silence des agneaux de Jonathan Demme. Le film reçoit un accueil critique mitigé, mais réussit au box office. C'est aussi en 2001 qu'a lieu la sortie du film de guerre La Chute du faucon noir, qui assoit davantage Scott dans sa position de bon réalisateur, reconnu par les critiques et couru dans les salles, et lui vaut deux Oscars.
En 2003, Ridley Scott réalise Les Associés, adapté d'un roman d'Eric Garcia (en), avec Nicolas Cage, Sam Rockwell et Alison Lohman. La plupart des critiques sont positives mais l'accueil du public est assez modéré. La même année, il s’investit dans la restauration et la redistribution d'Alien, notamment en accordant des interviews aux médias pour en faire la promotion. À cette occasion, il annonce avoir participé à des pourparlers sur un cinquième film qui clôturerait la franchise. Dans une interview de 2006, le réalisateur dit qu'il n'a pas eu de chance avec Alien: The Director's Cut et qu'il a le sentiment que la version originale était « quasi parfaite » et que les ajouts apportés sur la version de 2003 étaient plutôt des instruments de marketing.

#### Kingdom of Heaven, un échec sauvé par sa version longue
En 2005 le réalisateur travaille sur Kingdom of Heaven, un film qui connaît lui aussi un succès relatif. L'histoire, située pendant la période des Croisades, fait explicitement référence aux conflits religieux toujours d'actualité et aux déchirements qui subsistent sur les terres de l'ancien Royaume de Jérusalem. Une partie du film est tournée en Espagne et l'autre au Maroc (aux Studios Atlas de Ouarzazate et à Essaouira). Pendant le tournage au Maroc, Scott reçoit un gros apport de figurants grâce au roi Mohamed VI qui lui prête même certains de ses soldats, qui sont alors payés et costumés pour jouer indifféremment des soldats de Saladin ou des habitants chrétiens, selon les jours de production. La version montée pour le cinéma rencontre un échec au box-office (particulièrement aux États-Unis). Scott reconnaît qu'il a abandonné sa version à la suite des critiques (trop long, etc.) faites par ceux qui ont prévisualisé le film.
Après cela, Ridley Scott supervise l'édition d'une director's cut, distribuée en DVD en 2006. La nouvelle version offre une nouvelle vie au film, plus riche avec des personnages plus profonds, salué enfin par les critiques. Dans une interview donnée pour promouvoir la sortie de la nouvelle version, Scott s'explique sur le fait d'être pour ou contre les prévisualisations en général : « Cela dépend de celui qui est aux commandes. Si celui qui fait mon boulot est un type lunatique, alors vous avez besoin de prévisualiser. Mais un bon réalisateur devrait avoir assez d’expérience pour estimer si ce qu'il pense est la bonne version à faire sortir au cinéma. ».
La même année, le cinéaste produit avec son frère la série télévisée Numb3rs, diffusée sur CBS, dans laquelle un mathématicien aide le FBI à résoudre des crimes en utilisant son génie des mathématiques.

#### DeA Good YearàRobin des Bois

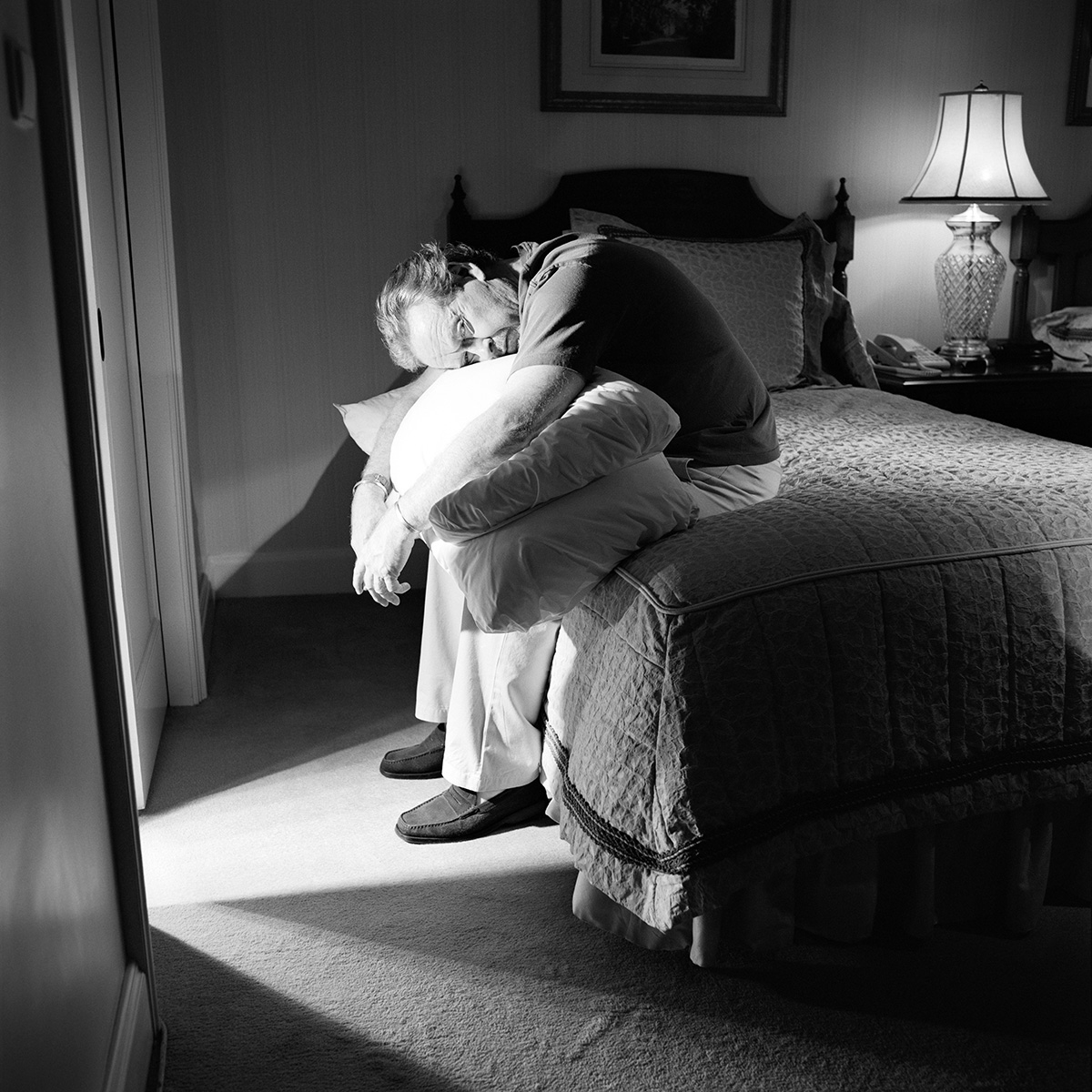
Ridley Scott par Oliver Mark à Berlin en 2005.

Ridley Scott refait ensuite équipe avec Russell Crowe, pour la réalisation du film Une grande année (A Good Year), basé sur le best-seller Un Bon Cru de Peter Mayle. Le film est distribué dans les salles le 10 novembre 2006. Cette comédie romantique, la première pour Scott, se déroule dans le sud de la France, avec des acteurs français comme Marion Cotillard ou Didier Bourdon. Le changement de genre cinématographique de Scott fut très mal accueilli par la critique et les fans,.
Sa réalisation suivante est le polar historique American Gangster, d'après l'histoire vraie du baron de la drogue Frank Lucas. C'est pour lui l'occasion de travailler pour la première fois avec Denzel Washington, et de retrouver Russell Crowe une troisième fois.
Scott est le troisième réalisateur à s'être intéressé au projet, après la tentative d'Antoine Fuqua (avec pour titre Tru Blu) renvoyé à cause d'un trop gros budget envisagé. Denzel Washington avait déjà été choisi pour interpréter son personnage, ce qui lui permettait de retravailler avec Fuqua qui l'avait dirigé dans Training Day, film pour lequel il avait gagné un Oscar du meilleur acteur. Dans le projet initial, le deuxième personnage devait être joué par Benicio del Toro. Le projet fut ensuite transféré aux mains de Terry George, le réalisateur de Hotel Rwanda. Certaines rumeurs laissent alors penser que le film serait tourné dans une version moins brute et que le rôle principal serait confié à Don Cheadle. Finalement, le réalisateur et l'acteur se désistent et Ridley Scott reprend le projet au début de l'année 2006. Il rappelle le scénariste Steven Zaillian pour retravailler un scénario davantage centré sur la relation entre Frank Lucas et Richie Roberts. Washington est à nouveau sur le projet et Crowe est sollicité pour jouer Roberts. Le film sort finalement en novembre 2007, et reçut un accueil positif des critiques puis du public : 46,3 millions de dollars de recettes lors du premier week-end de trois jours après la sortie du film.
Fin 2008, Ridley Scott sort le film d'espionnage Mensonges d'État où il retrouve une quatrième fois Russell Crowe, qui partage ici la vedette avec Leonardo DiCaprio. Le film reçoit un bon accueil dans les salles malgré le peu d'enthousiasme des critiques.
En 2010, cinquième collaboration avec Crowe. Ensemble, ils coproduisent la grosse production Robin des Bois, avec l'acteur néo-zélandais dans le rôle-titre. Le tournage se déroule de mars à août 2009 après avoir pris six mois de retard pour de nombreuses raisons : la forme finale du scénario, les lieux du tournage à mettre en place, le choix des interprètes et, par-dessus tout, la grève des scénaristes de 2007-2008.
Interrogé au cours du tournage en juin 2009, Russell Crowe décrit la production du film comme « gargantuesque – la plus grosse dans laquelle j'ai jamais travaillé ». L'acteur a pourtant joué dans des films à gros budget et à grand spectacle (tels que Gladiator, du même Ridley Scott, ou Master and Commander : De l'autre côté du monde, de Peter Weir)… La musique est composée par Marc Streitenfeld. Cate Blanchett est Lady Marianne. Robin des Bois est d'abord projeté en ouverture du festival de Cannes, puis remporte un grand succès au box-office, en dépit des critiques très mitigées dont il a fait l'objet, la presse reprochant au film sa longueur excessive et son manque de fond.

### Retour à la science-fiction (années 2010)

#### Prometheus

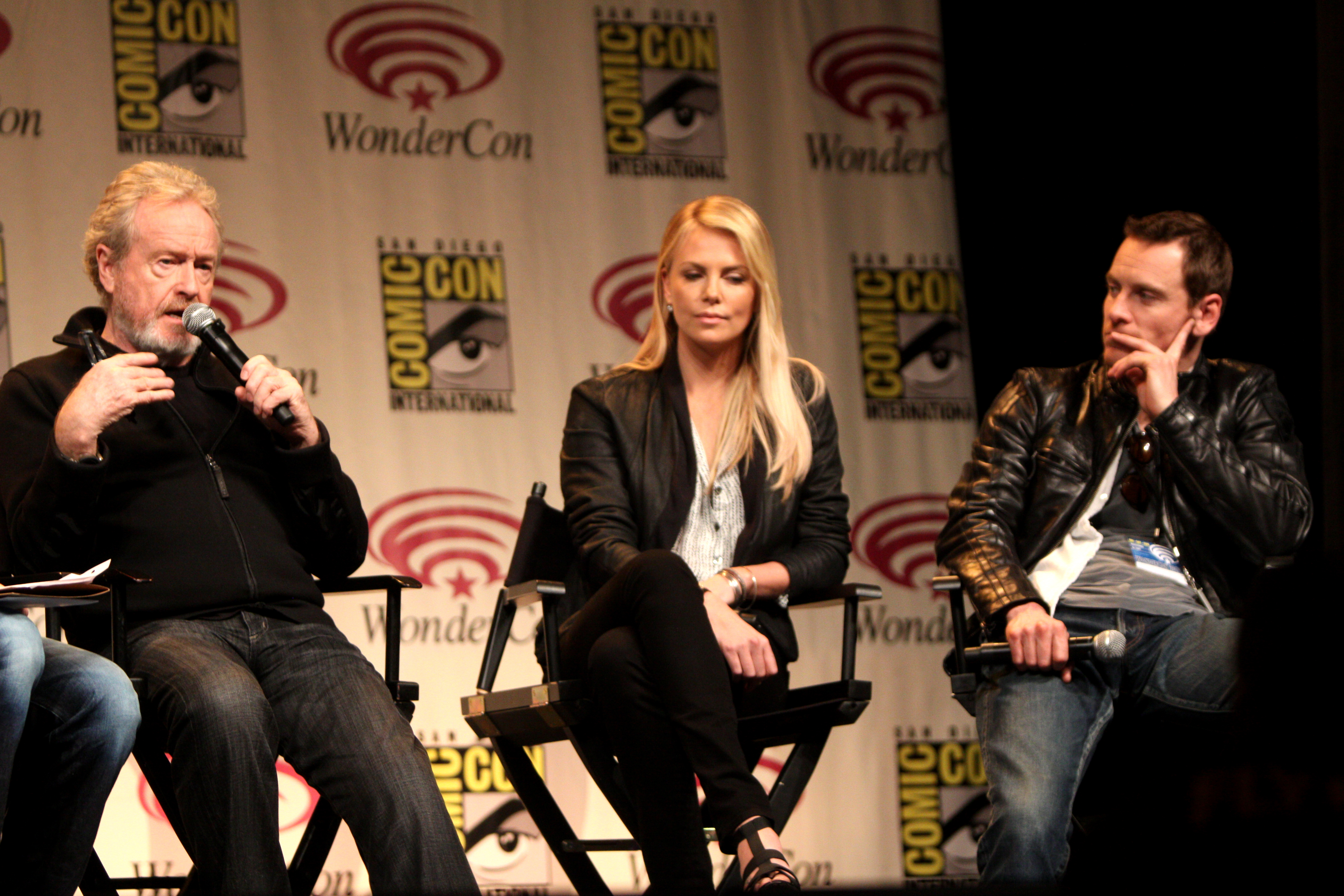
Ridley Scott, Charlize Theron et Michael Fassbender pour la promotion de Prometheus au Wondercon 2012 à Anaheim (Californie).

En juin 2009, Ridley Scott est annoncé à la réalisation d'une préquelle à Alien, dont le tournage débute en mars 2011. Le film sort à partir du 30 mai 2012. On y retrouve des acteurs avec lesquels il n'a jamais travaillé : Noomi Rapace, Michael Fassbender ou encore Charlize Theron. L'accueil critique est plutôt bon dans l'ensemble mais les spectateurs sont moins séduits,, reprochant un scénario incohérent ainsi qu'un côté Série B,,. Le film rapporte plus de 400 millions de dollars au Box-office, une suite est planifiée.

#### Les échecsCarteletExodus
Une fois Prometheus sorti en salles, Ridley Scott s'attaque au tournage de Cartel (The Counselor), un thriller sur le trafic de drogue à la frontière américano-mexicaine, écrit par l'écrivain Cormac McCarthy, où il retrouve Michael Fassbender, auquel s'ajoutent les noms de Javier Bardem, Brad Pitt, Penélope Cruz et Cameron Diaz. Un film considéré comme intimiste pour Scott (25 millions de dollars de budget), avec de fortes attentes. Le film sort en novembre 2013 dans le monde. Les recettes au box-office sont décevantes, la réception critique est médiocre,, l'une des plus mauvaises pour un film de Scott.
Après Cartel, il change à nouveau de registre avec le blockbuster historique Exodus, sorti en décembre 2014, dans lequel Christian Bale incarne Moïse. La distribution inclut également Sigourney Weaver, Ben Kingsley et Aaron Paul. Le film est une version fictive et réinterprétée de l'Ancien Testament, notamment de l'exode hors d'Égypte, dans une fresque épique à grand budget, ce qui peut être rapproché avec Les Dix Commandements de Cecil B. DeMille. Plus humaniste que biblique, le film est un échec aux États-Unis, y compris pour la critique, très négative. Le box-office international compense cette réception nationale très tiède.

#### Seul sur Mars
En 2015, Ridley Scott revient à la science-fiction : il produit d'abord la série télévisée Le Maître du Haut Château, adaptée du roman éponyme de Philip K. Dick, et diffusée dès janvier 2015 sur Amazon Video.
Surtout, il met ensuite en scène un nouveau long métrage de science-fiction, Seul sur Mars (The Martian), adaptation du roman du même nom d'Andy Weir. Matt Damon y incarne un astronaute piégé sur la planète Mars devant survivre aux conditions hostiles à l'homme. Le film sort en octobre 2015 et est un gros succès aussi bien critique que commercial, avec 629 millions de dollars de recettes au box-office et 7 nominations aux Oscars dont une du meilleur film.

#### Retour àAlienetBlade Runner
Ridley Scott confirme dans le registre de la science-fiction avec la suite de Prometheus, intitulée Alien: Covenant. Le film sort en mai 2017. Ridley Scott chapeaute en parallèle la production de Blade Runner 2049, suite de son film Blade Runner (1982), la réalisation étant confiée à Denis Villeneuve. Harrison Ford y reprend son rôle, aux côtés de Ryan Gosling. Le film sort en octobre 2017.
Début 2018, Ridley Scott déclare avoir une idée pour un troisième Blade Runner. En revanche, le projet Alien Awakening est supprimé du planning du studio Fox à la suite du rachat en cours de ce dernier par Disney. Le projet est donc reporté à une date indéterminée sans être annulé.

### Entre polars et films historiques (depuis 2017)

#### Tout l'argent du monde, des imprévus sur le tournage
Quelques mois à peine après la sortie de Alien: Covenant, Ridley Scott revient brièvement au thriller pour emballer Tout l'argent du monde, inspiré du kidnapping de John Paul Getty III survenu en 1973. La sortie du film manque cependant d'être perturbée quand Kevin Spacey, qui devait incarner le magnat J. Paul Getty, grand-père de la victime, fait l'objet de multiples accusations d'agression sexuelle. Ridley Scott décide alors, un mois avant la date de sortie prévue pour le film, de retourner toutes les scènes où apparaissait Kevin Spacey en remplaçant ce dernier par Christopher Plummer.

#### Le Dernier DueletHouse of Gucci, deux films en un mois
Le projet suivant de Ridley Scott est Le Dernier Duel, adaptation de l'ouvrage Le Dernier Duel : Paris, 29 décembre 1386 d'Eric Jager (en) avec Adam Driver, Matt Damon, Jodie Comer. Le tournage débute en France en février 2020 mais est interrompu par la pandémie de Covid-19. Le film sort finalement à travers le monde à l'automne 2021.
Un mois plus tard, le réalisateur sort un autre film, House of Gucci, avec au casting Lady Gaga, Adam Driver, Jared Leto, Al Pacino et Jeremy Irons racontant le meurtre de Maurizio Gucci.

#### NapoléonetGladiator 2
En 2023, Ridley Scott sort un biopic sur Napoléon Bonaparte intitulé Napoléon avec Joaquin Phoenix dans le rôle-titre. Comme le tournage de Gladiator 2 est interrompu par une grève des acteurs américains, il patiente en préparant une version director's cut de Napoléon qu'Apple s'est engagé à diffuser, et en étudiant des lieux de tournage pour un projet de western.
Alors qu'il évoquait un projet de western et un film biographique sur les Bee Gees, son film suivant est finalement The Dog Stars, prévu pour 2026. Il s'agit d'une adaptation du roman La Constellation du chien de Peter Heller, publié en 2012. Dans ce film science-fiction post-apocalyptique, il dirige Jacob Elordi, Margaret Qualley, Josh Brolin et à nouveau Guy Pearce. Le tournage se déroule en Italie.

### Vie privée
Ridley Scott est le frère aîné du réalisateur Tony Scott (1944-2012) avec qui il a fondé la société de production Scott Free Productions en 1995. Un BAFTA Award a récompensé leur contribution au septième art. Affaibli par un cancer, Tony Scott se suicide en août 2012 juste après avoir téléphoné à son frère.
Ridley Scott a été marié de 1964 à 1975 à Felicity Heywood avec laquelle il a eu deux enfants, Jake (né en 1965) et Luke (né en 1968), puis de 1979 à 1989 à la productrice Sandy Watson, avec qui il a une fille, Jordan (née en 1977). Depuis 2015, il est marié à l'actrice Giannina Facio (créditée depuis parfois sous le nom de Giannina Scott).
Attaché au sud de la France, qu'il visite fréquemment au début de sa carrière lorsque son travail publicitaire le mène au festival de Cannes, il fait l'acquisition en 1992 d'un mas à Oppède. À partir de 2009, il y produit du vin, et dans les années 2020 le vignoble commercialise près de 100 000 bouteilles par an, dont Ridley Scott conçoit lui-même les étiquettes. Scott y entrepose notamment de nombreux souvenirs de ses tournages, comme des combinaisons spatiales, des uniformes napoléoniens, une cotte de mailles ou encore une épée utilisée dans Kingdom of Heaven.

## Parcours artistique
Aux yeux de ses collaborateurs, Ridley Scott se distingue par sa forte capacité de travail. D'après le scénariste David Scarpa (en), avec qui il a travaillé sur trois films, « vous lui envoyez des pages pendant qu'il tourne ; il tourne douze heures par jour, puis il dîne avec ses acteurs, puis il édite les prises de la journée. Après ça, il lit vos pages, et le jour suivant quand vous recevez un email d'Europe, il les a storyboardées. Cela viendrait à bout de quatre-vingt-dix pour cent des réalisateurs d'Hollywood »,.
Le réalisateur est aussi connu pour dessiner des storyboards méticuleux, surnommés les « Ridleygrams ».
La filmographie du réalisateur se divise principalement en trois genres distincts : les polars (Black Rain, Thelma et Louise, Hannibal, American Gangster, Mensonges d'état...), les films historiques (Les Duellistes, 1492 : Christophe Colomb, Gladiator et sa suite, Kingdom of Heaven, Robin des Bois, Le Dernier Duel, Napoléon...) et la science fiction (la saga Alien, Blade Runner, Seul sur Mars).

## Filmographie
Sauf indication contraire, les informations mentionnées dans cette section peuvent être confirmées par la base de données cinématographiques IMDb,  présente dans la section « Liens externes ».

### Réalisateur

#### Longs métrages
- 1977 : Les Duellistes (The Duellists)
- 1979 : Alien
- 1982 : Blade Runner
- 1985 : Legend
- 1987 : Traquée (Someone to Watch Over Me)
- 1989 : Black Rain
- 1991 : Thelma et Louise (Thelma & Louise)
- 1992 : 1492 : Christophe Colomb (1492: Conquest of Paradise)
- 1996 : Lame de fond (White Squall)
- 1997 : À armes égales (GI Jane)
- 2000 : Gladiator
- 2001 : Hannibal
- 2002 : La Chute du faucon noir (Black Hawk Down)
- 2003 : Les Associés (Matchstick Men)
- 2005 : Kingdom of Heaven
- 2006 : Une grande année (A Good Year)
- 2007 : American Gangster
- 2008 : Mensonges d'État (Body of Lies)
- 2010 : Robin des Bois (Robin Hood)
- 2012 : Prometheus
- 2013 : Cartel (The Counselor)
- 2014 : Exodus: Gods and Kings
- 2015 : Seul sur Mars (The Martian)
- 2017 : Tout l'argent du monde (All the Money in the World)
- 2017 : Alien: Covenant
- 2021 : Le Dernier Duel (The Last Duel)
- 2021 : House of Gucci
- 2023 : Napoléon (Napoleon)
- 2024 : Gladiator 2
- 2026 : The Dog Stars

#### Télévision
- 1965 : Z-Cars (série télévisée), saison 4, épisode Error of Judgement
- 1966 : Thirty-Minute Theatre (en) (série d'anthologie), saison 1, épisode The Hard Word
- 1966 : Adam Adamant Lives! (série télévisée), saison 1, épisode The League of Uncharitable Ladies
- 1967 : Adam Adamant Lives! (série télévisée), saison 2, épisodes Death Begins at Seventy et The Resurrectionists
- 1967 : Half Hour Story (série télévisée), saison 1, épisode Robert
- 1967 : The Informer (en) (série télévisée), saison 2, épisodes No Further Questions et Your Secrets Are Safe with Us, Mr Lambert
- 1969 : The Troubleshooters (en) (série télévisée), saison 5, épisode If He Hollers, Let Him Go
- 2013 : The Vatican (pilote pour Showtime qui ne commanda pas la série)
- 2020 : Raised by Wolves (série HBO Max), saison 1 épisodes 1 (Raised by Wolves) et 2 (Pentagram)
- 2025 : Dope Thief (mini-série TV) - épisode pilote

#### Courts métrages
- 1965 : Boy and Bicycle (court métrage)
- 2005 : Les Enfants invisibles (film collectif commissionné par l'Unicef) - segment Jonathan
- 2017 : Alien: Covenant - Prologue: The Crossing
- 2023 : Behold

#### Publicités
- 1973 : Boy on the Bike (pour Hovis (en))
- 1979 : The Swimming Pool (pour Chanel No 5)
- 1982 : L'Invitation au rêve/Le Jardin (pour Chanel No 5)
- 1984 : 1984 (pour Apple)
- 1984 : Spaceship (pour Pepsi)
- 1986 : Monuments (pour Chanel No 5)
- 1990 : La Star (pour Chanel No 5)
- 1991 : La Dance cosmique (pour Perrier)
- 1995 : E que s'apelorio Quezac (pour Quézac)[41]
- 2010 : Thunder Perfect Mind (pour Prada)
- 2019 : The Journey (pour Turkish Airlines)
- 2019 : The Seven Worlds (pour le cognac Hennessy X.O)

#### Clip
- 1982 : Avalon pour Roxy Music

### Scénariste
- 1965 : Boy and Bicycle (court métrage)
- 2012 : Prometheus

### Producteur
- 1965 : Boy and Bicycle (court métrage)
- 1991 : Thelma et Louise de lui-même
- 1992 : 1492 : Christophe Colomb (1492: Conquest of Paradise) de lui-même
- 1994 : Les Leçons de la vie (The Browning Version) de Mike Figgis
- 1997 : À armes égales (G.I. Jane) de lui-même
- 1998 : Clay Pigeons de David Dobkin
- 2000 : En toute complicité (Where the Money Is) de Marek Kanievska
- 2001 : Hannibal de lui-même
- 2002 : La Chute du faucon noir (Black Hawk Down) de lui-même
- 2002 : Les Associés (Matchstick Men) de lui-même
- 2005 : Kingdom of Heaven de lui-même
- 2005 : In Her Shoes de Curtis Hanson
- 2006 : Une grande année (A Good Year) de lui-même
- 2007 : L'Assassinat de Jesse James par le lâche Robert Ford (The Assassination of Jesse James by the Coward Robert Ford) d'Andrew Dominik
- 2007 : American Gangster de lui-même
- 2008 : Mensonges d'État (Body of Lies) de lui-même
- 2009 : Cracks de Jordan Scott
- 2010 : Robin des Bois (Robin Hood) de lui-même
- 2012 : Le Territoire des loups (The Grey) de Joe Carnahan
- 2012 : Prometheus de lui-même
- 2014 : Avant d'aller dormir (Before I Go to Sleep) de Rowan Joffé
- 2014 : Exodus: Gods and Kings de lui-même
- 2015 : Seul sur Mars (The Martian) de lui-même
- 2016 : Morgane (Morgan) de Luke Scott
- 2017 : Blade Runner 2049 de Denis Villeneuve
- 2017 : Le Crime de l'Orient-Express (Murder on the Orient Express) de Kenneth Branagh
- 2017 : The Secret Man: Mark Felt (Mark Felt: The Man Who Brought Down the White House) de Peter Landesman
- 2017 : Tout l'argent du monde (All the Money in the World) de lui-même
- 2018 : Zoe de Drake Doremus
- 2018 : American Woman de Jake Scott
- 2019 : Cœurs ennemis (The Aftermath) de James Kent
- 2021 : Le Dernier Duel (The Last Duel) de lui-même
- 2022 : Mort sur le Nil (Death on the Nile) de Kenneth Branagh
- 2023 : L'Étrangleur de Boston (Boston Strangler) de Matt Ruskin
- 2023 : Mystère à Venise (A Haunting in Venice) de Kenneth Branagh
- 2023 : Napoléon (Napoleon) de lui-même
- 2024 : Alien: Romulus de Fede Álvarez
- 2024 : A Sacrifice (Berlin Nobody) de Jordan Scott
- 2024 : Gladiator 2 (Gladiator II) de lui-même
- 2026 : The Dog Stars de lui-même

### Producteur délégué
- 1987 : Traquée (Someone to Watch Over Me)
- 1994 : Mon ami Dodger (Monkey Trouble) de Franco Amurri
- 1996 : Lame de fond (White Squall)
- 1997 : Les Prédateurs (The Hunger) (série télévisée)
- 1999 : Citizen Welles (RKO 281) (TV)
- 2000 : Gladiator
- 2002 : The Gathering Storm (TV) de Richard Loncraine
- 2002 : The Hire: Hostage de John Woo
- 2002 : The Hire: Beat the Devil de Tony Scott
- 2002 : The Hire: Ticker de Joe Carnahan
- 2005 : Numb3rs
- 2006 : Tristan et Yseult (Tristan + Isolde) de Kevin Reynolds
- 2007 : The Company (mini-série)
- 2008 : Le Mystère Andromède (Andromeda Strain) (TV)
- 2009 : The Good Wife (série télévisée)
- 2010 : L'Agence tous risques de Joe Carnahan
- 2015-2019 : Le Maître du Haut Château (The Man in the High Castle) (série télévisée)
- 2016 : BrainDead (série télévisée)
- 2016-2017 : Jean-Claude Van Johnson (série télévisée)
- 2018 : Zoe de Drake Doremus
- 2019 : L'Oiseau-tempête (The Earthquake Bird) de Wash Westmoreland
- 2020 : Raised by Wolves (série télévisée)
- 2023 : Mystère à Venise (A Haunting in Venice) de Kenneth Branagh
- 2025 : Dope Thief (mini-série TV)

### Coproducteur
- 1982 : Blade Runner
- 2015 : Enfant 44 (Child 44) de Daniel Espinosa

## Collaborateurs réguliers
Ridley Scott a souvent collaboré avec les mêmes acteurs et avec certains techniciens. Il a notamment dirigé à de très nombreuses reprises son épouse Giannina Facio, Russell Crowe et Mark Strong. Il a par ailleurs souvent fait appel aux mêmes compositeurs, directeurs de la photographie, monteurs, etc.

### Devant la caméra

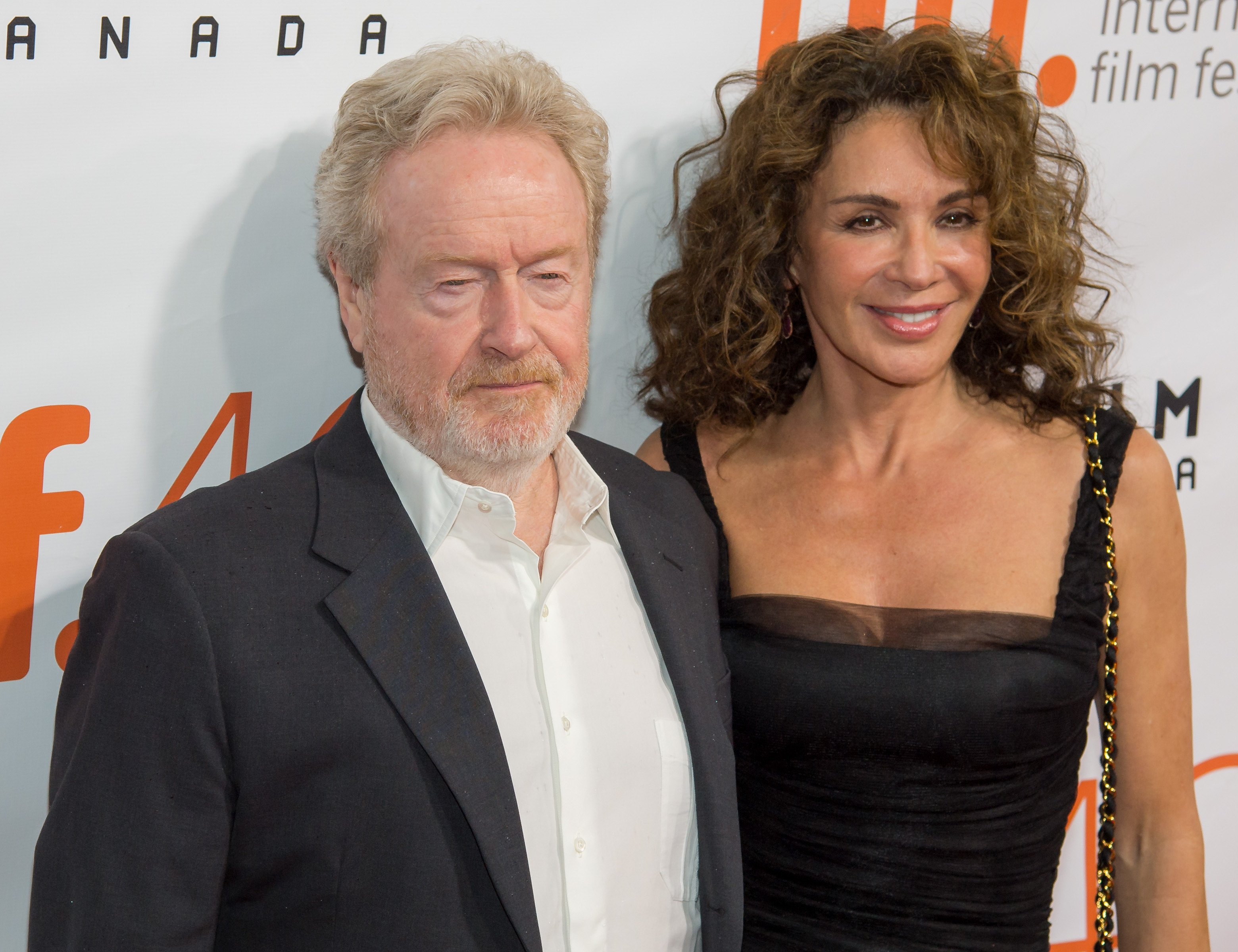
Ridley Scott aux côtés de son épouse Giannina Facio, pour la sortie de Seul sur Mars en 2015

En couple avec Ridley Scott depuis 2000, Giannina Facio apparait dans de très nombreux films du cinéaste, parfois seulement dans de petits rôles. Dans Gladiator (2000), elle incarne notamment la femme de Maximus. Elle est également présente dans Hannibal (2001), La Chute du faucon noir (2001), Les Associés (2003), Kingdom of Heaven (2005), Une grande année (2006), Mensonges d'État (2008), Robin des Bois (2010), Prometheus (2012), Cartel (2013) Exodus: Gods and Kings (2014) et Tout l'argent du monde (2017). Elle a par ailleurs participé comme productrice à plusieurs films réalisés ou produits par son mari : Les Associés (2003), Tristan et Yseult (2006), Seul contre tous (2015), The Secret Man: Mark Felt (2017) et House of Gucci (2021).

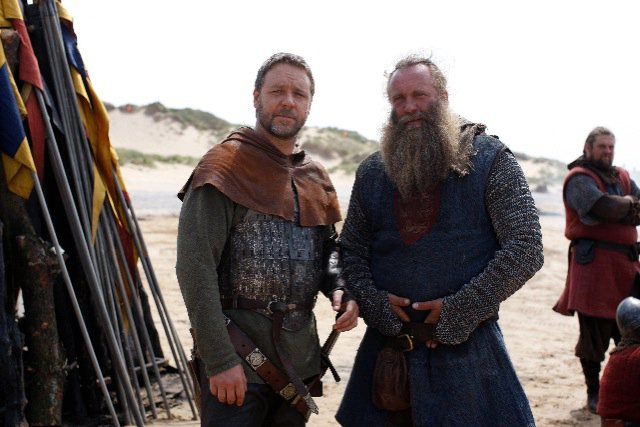
Russell Crowe (à gauche) sur le tournage de Robin des Bois

Russell Crowe a tenu des rôles majeurs dans cinq films de Ridley Scott : il incarne Maximus Decimus Meridius dans Gladiator (2000), Max Skinner dans Une grande année (2006), l'inspecteur Richie Roberts dans American Gangster (2007), Ed Hoffman dans Mensonges d'État (2008), Robin des Bois dans le film du même nom sorti en 2010. Dans Gladiator 2 (2024), il apparait via des images du premier volet.
Željko Ivanek a joué dans quatre films du réalisateur Lame de fond (1996), Hannibal (2001), La Chute du faucon noir (2001) et House of Gucci (2021). Sigourney Weaver a joué dans trois films du réalisateur : Alien, le huitième passager (1979), 1492 : Christophe Colomb (1992) et Exodus: Gods and Kings (2014).
Mark Strong est présent dans deux films réalisés par Ridley Scott, Mensonges d'État (2008) et Robin des Bois (2010). Il joue par ailleurs dans deux productions de Ridley Scott : Tristan et Yseult (2006) de Kevin Reynolds et Avant d'aller dormir (2014) de Rowan Joffé.
Ewen Bremner est présent dans La Chute du faucon noir (2001) et Exodus: Gods and Kings (2014). Il joue également dans Zoe (2018) de Drake Doremus, produit par Ridley Scott. Albert Finney a joué dans le tout premier film de Ridley Scott, Les Duellistes (1977), ainsi que dans Une grande année (2006). Il joue par ailleurs dans Les Leçons de la vie (1994) de Mike Figgis, produit par Ridley Scott. Ridley Scott a dirigé Brad Pitt dans Thelma et Louise (1991) et dans Cartel (2013). Il a par ailleurs produit L'Assassinat de Jesse James par le lâche Robert Ford (2007) d'Andrew Dominik.
Harvey Keitel est présent dans Les Duellistes (1977) et Thelma et Louise (1991), ainsi que dans Mon ami Dodger (1994) de Franco Amurri, produit par Ridley Scott. Joaquin Phoenix a joué dans Gladiator (2000) et Napoléon (2023), ainsi que dans un film produit par Ridley Scott : Clay Pigeons (1998) de David Dobkin. Jeremy Irons est présent dans Kingdom of Heaven (2005) et House of Gucci (2021).

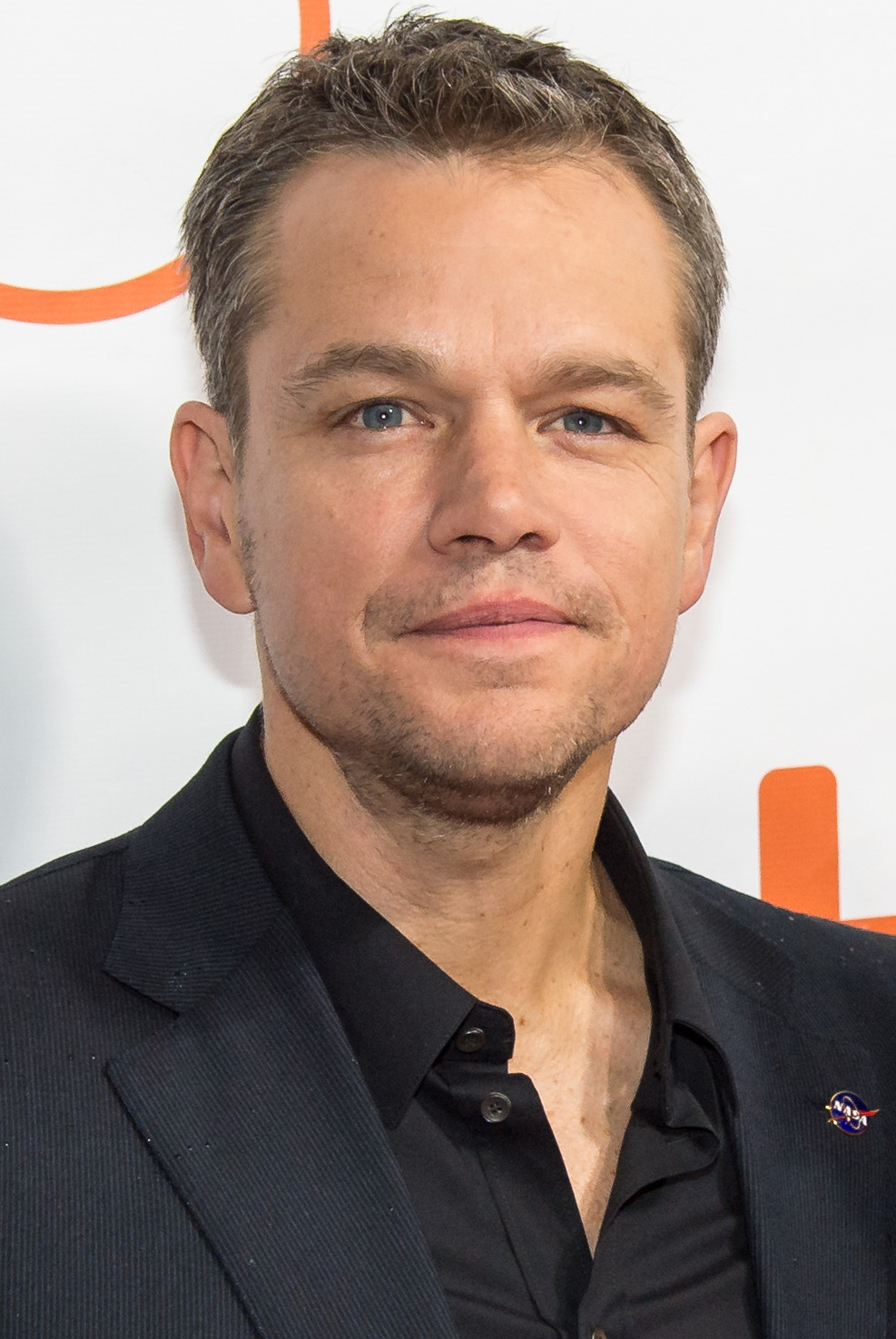
Matt Damon au festival international du film de Toronto 2015 pour la présentation de Seul sur Mars

Matt Damon a joué dans deux films de Ridley Scott : Seul sur Mars (2015) et Le Dernier Duel (2021). Orlando Bloom est quant à lui présent dans La Chute du faucon noir (2001) et Kingdom of Heaven (2005). Benedict Wong a tourné dans Prometheus (2012) et Seul sur Mars (2015). Acteur fétiche de Tony Scott, Denzel Washington a joué dans deux films de Ridley Scott : American Gangster (2007) et Gladiator 2 (2024)
Idris Elba est dans American Gangster (2007) et Prometheus (2012), Chiwetel Ejiofor, également présent American Gangster, joue par ailleurs dans Seul sur Mars (2015). Connie Nielsen incarne Lucilla dans Gladiator (2000) et sa suite Gladiator 2 (2024). Derek Jacobi apparait également dans les deux longs métrages. Catherine Walker tient des rôles dans House of Gucci (2021) et Napoléon (2023). Mark Margolis est dans 1492 : Christophe Colomb (1992) et Hannibal (2001). Jason Beghe et Lucinda Jenney tiennent de petits rôles dans Thelma et Louise (1991) et À armes égales (1997).

### Derrière la caméra
Pour la musique de ses films, Ridley Scott a notamment travaillé avec Jerry Goldsmith sur Alien, le huitième passager (1979) et Legend (1985) et avec Vangelis pour Blade Runner (1982) et 1492 : Christophe Colomb (1992). Dans les années 1990-2000, il collabore régulièrement avec Hans Zimmer : Black Rain (1989), Thelma et Louise (1991), Lame de fond (1996), Gladiator (2000), Hannibal (2001), La Chute du faucon noir (2001) et Les Associés (2003). Le réalisateur travaille ensuite quelques années avec Marc Streitenfeld (Une grande année, American Gangster, Mensonges d'État, Robin des Bois et Prometheus). Il fait ensuite très souvent appel au compositeur britannique Harry Gregson-Williams : Kingdom of Heaven (2005), Seul sur Mars (2015), Le Dernier Duel (2021), House of Gucci (2021) et Gladiator 2 (2024). Daniel Pemberton a quant à lui mis en musique deux films du cinéaste : Cartel (2013)  et Tout l'argent du monde (2017).
Le scénariste Steven Zaillian a participé à l'écriture de plusieurs films de Ridley Scott : Hannibal (2001), American Gangster (2007, également comme producteur) et  Exodus: Gods and Kings (2014). John Logan a écrit Gladiator (2000) et Alien: Covenant (2017), alors que William Monahan a écrit Kingdom of Heaven (2005) et Mensonges d'État (2008). David Franzoni a coécrit et produit Gladiator (2000) et uniquement produit la suite sortie en 2024.
Au cours de sa carrière, Ridley Scott a collaboré avec plusieurs directeurs de la photographie. John Mathieson a travaillé sur Gladiator, Hannibal, Les Associés, Kingdom of Heaven et Robin des Bois. Adrian Biddle a officié sur deux films du cinéaste, Thelma et Louise (1991) et 1492 : Christophe Colomb (1992), ainsi que sur la célèbre publicité 1984. Alexander Witt a travaillé sur Gladiator (2000), Hannibal (2001), Mensonges d'État (2008) et Robin des Bois (2010), parfois uniquement pour la seconde équipe. Le Polonais Dariusz Wolski, qui a collaboré à plusieurs reprises avec Tony Scott, a travaillé sur de nombreux films de Ridley Scott depuis Prometheus (2012) : Cartel (2013) , Exodus: Gods and Kings, Seul sur Mars (2015), Alien: Covenant, Tout l'argent du monde (2017), Le Dernier Duel (2021), House of Gucci (2021) et Napoléon (2023).
Pour le montage, Ridley Scott fait souvent appel au début de sa carrière cinématographique à Terry Rawlings, sur Alien, le huitième passager (1979), Blade Runner (1982), Legend (1985). Pietro Scalia a quant à lui officié au montage de dix longs métrages de Ridley Scott : À armes égales, Gladiator, Hannibal, La Chute du faucon noir, American Gangster, Mensonges d'État, Robin des Bois, Prometheus, Cartel et Alien: Covenant. Dody Dorn a quant à elle monté Les Associés (2003), Kingdom of Heaven (2005) et Une grande année (2006). Claire Simpson a réalisé le montage de Traquée (1987), Tout l'argent du monde (2017), Le Dernier Duel (2021), House of Gucci (2021), Napoléon (2023) et Gladiator 2 (2024).
Charles Knode a été chef costumier sur Blade Runner (1982), Legend (1985) et 1492 : Christophe Colomb (1992). Après deux collaborations avec Michael Kaplan (Blade Runner, Les Associés), Ridley Scott a principalement travaillé avec Janty Yates. Cette dernière s'est chargé des costumes sur quinze films du réalisateur depuis Gladiator (2000) jusqu'à The Dog Stars prévu pour 2026.
Le chef décorateur Arthur Max a officié sur 13 films du cinéaste : À armes égales (1997), Gladiator (2000), La Chute du faucon noir (2001), Kingdom of Heaven (2005), American Gangster (2007), Mensonges d'État (2008), Robin des Bois (2010), Prometheus (2012), Cartel (2013), Exodus: Gods and Kings (2014), Seul sur Mars (2015), Le Dernier Duel (2021) et Gladiator 2 (2024).

## Distinctions
Ridley Scott s'est vu remettre l'insigne de Knight Bachelor (chevalier) pour services rendus au cinéma britannique au début de l'année 2003,. Il est ainsi devenu « Sir Ridley Scott ».
| Cérémonie                                  | Date | Résultat    | Catégorie                                                    | Film                               |
| ------------------------------------------ | ---- | ----------- | ------------------------------------------------------------ | ---------------------------------- |
| American Film Institute Awards             | 2002 | Nommé       | Réalisateur de l'année                                       | La Chute du faucon noir            |
| American Film Institute Awards             | 2002 | Nommé       | Film de l'année partagé avec le producteur Jerry Bruckheimer | La Chute du faucon noir            |
| Oscars (Academy Awards)                    | 1992 | Nommé       | Meilleur réalisateur                                         | Thelma et Louise (1991)            |
| Oscars (Academy Awards)                    | 2001 | Nommé       | Meilleur réalisateur                                         | Gladiator (2000)                   |
| Oscars (Academy Awards)                    | 2002 | Nommé       | Meilleur réalisateur                                         | La Chute du faucon noir (2002)     |
| British Academy Film Awards                | 1992 | Nommé       | Meilleur réalisateur                                         | Thelma et Louise (1991)            |
| British Academy Film Awards                | 1992 | Nommé       | Meilleur film partagé avec Mimi Polk Gitlin                  | Thelma et Louise (1991)            |
| British Academy Film Awards                | 1995 | Remporté    | Michael Balcon Award                                         | Récompense honorifique             |
| British Academy Film Awards                | 2001 | Nommé       | Meilleur réalisateur                                         | Gladiator (2000)                   |
| British Academy Film Awards                | 2008 | Nommé       | Meilleur film partagé avec Brian Grazer                      | American Gangster (2007)           |
| Bodil                                      | 1992 | Remporté    | Meilleur film non-européen                                   | Thelma et Louise (1991)            |
| César                                      | 1992 | Nommé       | Meilleur film étranger                                       | Thelma et Louise (1991)            |
| David di Donatello                         | 1978 | Remporté    | Meilleur réalisateur - Film étranger                         | Les Duellistes (1977)              |
| Directors Guild of America                 | 1992 | Nommé       | Meilleur réalisateur                                         | Thelma et Louise (1991)            |
| Directors Guild of America                 | 2001 | Nommé       | Meilleur réalisateur                                         | Gladiator (2000)                   |
| Directors Guild of America                 | 2002 | Nommé       | Meilleur réalisateur                                         | La Chute du faucon noir (2002)     |
| Empire Awards                              | 2001 | Nommé       | Meilleur réalisateur britannique                             | Gladiator (2000)                   |
| European Film Awards                       | 2000 | Nommé       | Meilleur film                                                | Gladiator (2000)                   |
| European Film Awards                       | 2001 | Nommé       | Meilleur réalisateur                                         | Hannibal (2001)                    |
| Fantasporto                                | 1983 | Nommé       | Meilleur film                                                | Blade Runner (1982)                |
| Fantasporto                                | 1988 | Nommé       | Meilleur film                                                | Traquée (1987)                     |
| Fantasporto                                | 1993 | Nommé       | Meilleur film - Director's Cut                               | Blade Runner (1982)                |
| Festival de Cannes                         | 1977 | Sélectionné | Compétition officielle                                       | Les Duellistes (1977)              |
| Festival de Cannes                         | 1977 | Remporté    | Prix de la première œuvre                                    | Les Duellistes (1977)              |
| Festival du film de Hollywood              | 2015 | Remporté    | Hollywood Producer Award                                     | Seul sur Mars (2015)               |
| Golden Globes                              | 2001 | Nommé       | Meilleur réalisateur                                         | Gladiator (2000)                   |
| Golden Globes                              | 2008 | Nommé       | Meilleur réalisateur                                         | American Gangster (2007)           |
| Las Vegas Film Critics Society Awards      | 2000 | Nommé       | Meilleur réalisateur                                         | Gladiator (2000)                   |
| London Film Critics Circle                 | 1992 | Remporté    | Meilleur réalisateur                                         | Thelma et Louise (1991)            |
| London Film Critics Circle                 | 2001 | Nommé       | Meilleur réalisateur britannique                             | Gladiator (2000)                   |
| National Board of Review Awards            | 2015 | Remporté    | Meilleur réalisateur                                         | Seul sur Mars (2015)               |
| Palm Springs International Film Festival   | 2001 | Remporté    | Lifetime Achievement Award                                   | Récompense honorifique             |
| Premio Sant Jordi de Cinematografía        | 2001 | Remporté    | Meilleur réalisateur étranger                                | American Gangster (2007)           |
| Satellite Awards                           | 2001 | Nommé       | Meilleur réalisateur                                         | Gladiator (2000)                   |
| Saturn Awards                              | 1980 | Remporté    | Meilleur réalisateur                                         | Alien, le huitième passager (1979) |
| Saturn Awards                              | 1983 | Nommé       | Meilleur réalisateur                                         | Blade Runner (1982)                |
| Saturn Awards                              | 2001 | Nommé       | Meilleur réalisateur                                         | Gladiator (2000)                   |
| Saturn Awards                              | 2004 | Remporté    | George Pal Memorial Award                                    | Récompense honorifique             |
| Saturn Awards                              | 2016 | Remporté    | Meilleur réalisateur                                         | Seul sur Mars                      |
| Semana Internacional de Cine de Valladolid | 2001 | Remporté    | Meilleur film                                                | Thelma et Louise (1991)            |

## Hommages
- Le groupe de hard rock britannique Iron Maiden a composé la chanson The Duellists en référence au film homonyme de Ridley Scott.
- Gunpei Yokoi s'inspirant du film Alien pour créer Metroid, il rend hommage à Ridley Scott en appelant ainsi Ridley le principal antagoniste de la série[46].